# Snežana Janković
Snežana Janković (serbisch-kyrillisch Снежана Јанковић; * 21. Dezember 1970 in Smederevo, SFR Jugoslawien) ist eine serbische Japanologin, Diplomatin und Botschafterin. Sie ist seit Oktober 2019 Serbische Botschafterin in Deutschland.

## Berufsweg
Snežana Janković ist seit 1993 diplomierte Philologin der Japanistik. Als jahrgangsbeste Studentin gewann sie den Sakura-Preis. Von 1993 bis 1997 war sie Assistentin am Lehrstuhl für die japanische Sprache und Literatur der Universität Belgrad, wo sie 2000 den Abschluss einer Magistra erhielt. An der Senshū-Universität wurde sie 2011 zum Doktor der Philologie promoviert.
Janković trat 1997 in den diplomatischen Dienst ihres Landes und arbeitet zunächst im Range eines dritten Sekretärs an der Botschaft in Japan. Von 2001 bis 2005 arbeitete sie beim Außenministerium, wo sie den Titel einer Botschaftsrätin erhielt. Von 2006 bis 2011 war sie Stellvertreterin des Botschafters der Republik Serbien in Japan. Anschließend arbeitete sie wieder im Ministerium, wo sie November 2013 zur Staatssekretärin und Botschafterin befördert wurde. Im April 2014 zur Botschafterin der Republik Serbien bei der Schweizerischen Eidgenossenschaft ernannt, trat Janković im August ihr Amt in Bern und im Fürstentum Liechtenstein an. 
Snežana Janković wurde am 24. Oktober 2019 zur außerordentlichen und bevollmächtigten Botschafterin der Republik Serbien in der Bundesrepublik Deutschland akkreditiert.
Janković ist verheiratet und Mutter von drei Kindern. Sie spricht japanisch, englisch und deutsch und übersetzte einige Werke der japanischen Literatur in die serbische Sprache.